# Gouveia
Gouveia este un oraș în Districtul Guarda, Portugalia.